# Chaetodon mesoleucos
Chaetodon mesoleucos là một loài cá biển thuộc chi Cá bướm (phân chi Rabdophorus) trong họ Cá bướm. Loài này được mô tả lần đầu tiên vào năm 1775.

## Từ nguyên
Từ định danh mesoleucos được ghép bởi hai âm tiết trong tiếng Hy Lạp cổ đại: mésos (μέσος; "ở giữa ") và leukós (λευκός; "trắng"), hàm ý đề cập đến đầu và phần thân trước của loài cá này có màu trắng (màu nâu xám ở phần thân còn lại), mặc dù bản dịch nghĩa này không phù hợp với kiểu hình của chúng.

## Phạm vi phân bố và môi trường sống
Từ trung tâm Biển Đỏ, C. mesoleucos được phân bố trải dài về phía nam đến vịnh Aden, gồm cả đảo Socotra, thường được tìm thấy trên các rạn san hô viền bờ ở độ sâu đến ít nhất là 25 m.

## Mô tả
C. mesoleucos có chiều dài cơ thể lớn nhất được ghi nhận là 13 cm. Đầu và nửa thân trước có màu trắng, dải đen băng dọc qua mắt thường mờ đi khi trưởng thành. Phần thân còn lại có màu nâu sẫm, ánh xanh lam ở giữa thân với các sọc dọc màu đen. Vây lưng và vây hậu môn có viền xanh lam nhạt ở rìa ngoài (rìa trong có viền đen). Vây đuôi có một dải trắng ở gần cuống đuôi, rìa trên và dưới màu vàng, phần còn lại màu nâu (rìa sau trong suốt). Vây bụng trắng. Vây ngực trong suốt.

## Sinh thái học
Thức ăn của C. mesoleucos có thể là các loài thủy sinh không xương sống nhỏ như động vật phù du. Tuy cũng ăn san hô nhưng chúng không hoàn toàn phụ thuộc vào nguồn thức ăn này.
C. mesoleucos thường kết đôi với nhau.

## Thương mại
C. mesoleucos đôi khi được thu thập trong ngành kinh doanh cá cảnh.